# D210i
デジタル・ムーバ D210i HYPER（デジタル ムーバ ディー にー いち ゼロ アイ ハイパー）は、三菱電機製のNTTドコモの第二世代携帯電話(mova)端末である。

## 概要
D503i発売後のわずか約1か月後に発売。D503iよりも小型のボディと液晶ディスプレイを持つ。本体色はブリリアントホワイト、スパークリングシルバー、きらきらピンクの3色が設定された。このうちきらきらピンクはローティーン女性をターゲットとしたもので、若干サイズが大きく、形状は丸みを帯び、フリップ部が半透明で、背面のイルミネーション部分には花柄があしらわれるなど、他の2色とは色のほか本体のデザイン自体も異なっていた。
着信メロディは16和音。文字変換には、ATOK POCKETを採用。前作D209iなどにあった、赤外線通信「DDLink」は外された。

## 歴史
- 2001年1月10日　テレコムエンジニアリングセンター(TELEC)による技術基準適合証明の工事設計認証（工事設計認証番号WZA0029）
- 2001年1月11日　TELECによる技術基準適合証明の工事設計認証（工事設計認証番号WZA0030）
- 2001年1月12日　電気通信端末機器審査協会(JATE)による技術基準適合認定の設計認証（設計認証番号A00-1362JP、J00-0378）
- 2001年1月12日　JATEによる技術基準適合認定の設計認証（設計認証番号A00-1363JP、J00-0379）
- 2001年4月16日　ドコモから発表
- 2001年4月18日　発売
- 2012年3月31日　movaサービス終了により使用はこの日限りとなる。